# Sarah Menezes
Sarah Gabrielle Cabral de Menezes, född 26 mars 1990 i Teresina, är en brasiliansk judoutövare som tävlar i 48-kilosklassen. I världsmästerskapen i judo har hon vunnit två bronsmedaljer år 2010 och 2011. Hon vann även en bronsmedalj i panamerikanska spelen 2011. Menezes deltog i olympiska sommarspelen 2012 i London där hon vann guld i sin viktklass. Hon deltog även i olympiska sommarspelen 2008 i Peking.